# Ново-Кыргинская волость
Ново-Кыргинская (Новокыргинская) волость — территориальная волость в Бирском уезде Уфимской губернии. Волостной центр — деревня Новые Кырги.

## География
Местность, на которой расположена волость, почти вся ровная.

## История
Образована в 1866 году из удмуртских и марийских деревень. В 1896 году волость входила в IV стан и включала 14 деревень.
В 1912 году волость состояла из трёх сельских обществ:
- Ирдугановское (Андреевка, Ирдуганова, Новый Сусадыбаш, Старый Сусадыбаш, Шудимарина),
- Ново-Кыргинское (Барабановка, Верхне-Барабанова, Кильдисан, Новые Кырги, Рабакова),
- Норкановское (Арлян, Банибаш, Каймашабаш, Норканова).

По данным на 1906 и на 1913 годы входили 14 населённых пунктов:
- Андреевка
- Арлян
- Банибаш
- Барабановка (Пештеряк)
- Верх-Барабан (Верхне-Барабанова, Арка)
- Ирдуган (Ирдуганова)
- Каймашебаш (Каймашабаш)
- Кильдисан
- Новая Кырга (Новые Кырги) — волостной центр
- Новый Сусадыбаш (Ново-Сусадыбаш)
- Норкан (Норканова)
- Рабак (Рабакова)
- Старый Сусадыбаш (Старо-Сусадыбаш)
- Шудимарина

К 1920 году деревни Андреевка, Ирдуган, Новый и Старый Сусадыбаш перешли в состав Черауловской волости, в оставшихся 10 деревнях проживало по данным подворного подсчёта 4576 человек, из которых 3346 (73,1 %) удмуртов, 1079 (23,6 %) марийцев, 151 человек других национальностей (башкиры, русские, татары, тептяри, мусульмане).
В 1922 году вошла в состав Бирского кантона, в 1923 году упразднена, по состоянию на 1926 год все её населённые пункты находились в составе Янауловской укрупнённой волости, сейчас — в составе Янаульского района.

## Население
По справочнику 1906 года население состояло из марийцев и удмуртов, 5527 душ обоего пола, которые занимались земледелием.